# A Place in the Sun (série de televisão)
A Place in the Sun (hangul: 태양의 계절; hanja: 太陽의 季節) é uma série de televisão sul-coreana de 2019 estrelada por Oh Chang-seok, Yoon So-yi, Choi Sung-jae e Ha Si-eun.

## Sinopse
Um homem adquire uma nova identidade após se envolver em um acidente de carro quase fatal em busca de vingança.

## Elenco

### Principal
- Oh Chang-seok como Oh Tae-yang / Kim Yoo-wol[1]
  - Choi Seung-hoon como Tae-yang / Yoo-wol jovem
- Yoon So-yi como Yoon Si-wol[1]
- Choi Sung-jae como Choi Gwang-il[1]
- Ha Si-eun como Chae Deok-sil[1]

### De apoio
- Lee Deok-hee como Jang Jeong-hee, filha mais velha do Presidente, mãe de Gwangil e mãe biológica de Taeyang. CEO da Yangji Fashion.
  - Son Seong-yoon como Jang Jeong-hee jovem